# ГЕС Шуанцзянкоу
ГЕС Shuangjiangkou (双江口水电站) — гідроелектростанція, що споруджується у центральній частині Китаю в провінції Сичуань. Знаходячись перед ГЕС Hóuziyán, становитиме верхній ступінь каскаду на річці Дадухе, правій притоці Міньцзян (великий лівий доплив Янцзи). Надалі і вище, і нижче ГЕС Shuangjiangkou збираються звести ще по кілька нових станцій каскаду.
У межах проєкту річку перекриють кам'яно-накидною греблею із земляним ядром висотою 314 метрів (другий показник у світі після Нурецької ГЕС), довжиною 649 метрів та шириною по гребеню 16 метрів. Вона потребуватиме 44,9 млн м3 матеріалу, в тому числі 5 млн м3 піде на створення непроникного ядра. Гребля утримуватиме водосховище з площею поверхні 40 км2 та об'ємом 3115 млн м3 (корисний об'єм 2151 млн м3), в якому буде припустимим коливання рівня в операційному режимі між позначками 2420 та 2500 метрів НРМ (під час повені до 2504,4 метра НРМ).
Пригреблевий машинний зал спорудять у підземному виконанні. Тут встановлять чотири турбіни типу Френсіс потужністю по 500 МВт, які використовуватимуть напір у 226 метрів та забезпечуватимуть виробництво 8341 млн кВт·год електроенергії на рік. Поява водосховища також збільшить виробітку наступних станцій каскаду на 6,6 млрд кВт·год.
Завершення проєкту заплановане на 2024 рік.